# アンドレイ・ココーシン
アンドレイ・アファナシェヴィッチ・ココーシン（Андре́й Афана́сьевич Коко́шин、Andrei Kokoshin、1945年10月26日 -  ）は、ロシアの学者、政治家。歴史学博士。国際関係、安全保障問題、地域紛争などの専門家で、エリツィン時代にロシア安全保障会議書記を務めた。ロシア連邦議会下院国家会議独立国家共同体（CIS）常任委員会議長。